# Moses Amschel Bauer
Moses Amschel Bauer foi um cambista, usurário itinerante e ourives de origem judaica e o grande "patriarca" da Família Rothschild
Depois de algumas andanças pela Europa Ocidental, decidiu por fim assentar praça na cidade de Francoforte, onde seu primeiro filho Mayer Amschel Rothschild viria a nascer.
Com pequeno capital montou o seu negócio de comércio de moedas, medalhas e tecidos.
Sobre a porta da sua loja, na Judenstrasse (Rua dos Judeus), ele colocou um grande escudo vermelho, com uma águia romana. Foi deste brasão que seu filho tomou mais tarde o seu sobrenome adotado, que ficaria posteriormente famoso como o nome da mais importante dinastia bancária e financeira do mundo.